# Nicolas Florine
Nicolas Florine, né Nikolaï Anatoliévitch Florin (en russe : Николай Анатольевич Флорин) le 1er août 1891 à Batoum, Géorgie, et décédé le 21 janvier 1972 à Bruxelles, est un  chercheur belge d'origine russe, pionnier de l'aéronautique et spécialisé dans l'étude et le vol des hélicoptères.

## Biographie
Né à Batoum, en Géorgie, Nicolas Florine passe son enfance et sa jeunesse à Saint-Pétersbourg, lieu où ses parents avaient émigré au début du XXe siècle et y suit des études de mathématiques à l'université. Il accomplit son service militaire en 1914. Après l'avènement de la révolution bolchévique de 1917, Florine se réfugie en Allemagne avant de retourner en Union soviétique. Sa famille de la petite noblesse russe et son statut d'ingénieur formé sous le Tsar font peser sur lui une menace communiste à laquelle il échappe en fuyant en Finlande d'une manière rocambolesque pour rejoindre la Belgique en 1920,  seul pays, avec les États-Unis, à avoir accepté sa demande d'asile. 
Nicolas Florine travaille à l'Administration de l'aéronautique, basée dans les bâtiments de l'Hôtel des Monnaies à Saint-Gilles (Bruxelles). En 1926, il est chargé de concevoir le Centre d'aérodynamisme situé à Rhode-Saint-Genèse, dans la périphérie de Bruxelles, dont le premier directeur fut le professeur Émile Allard. C'est de ces installations de soufflerie que sortiront l'avion Stampe SV-4, de Jean Stampe, avion d'écolage et d'acrobatie utilisé en Belgique, en France et dans de nombreux pays, ainsi que le prototype de trimoteur stratosphérique d'Alfred Renard R-35 . Aujourd'hui, le centre a été renommé en « Institut von Karman de dynamique des fluides ». 
Dès 1927, la SNETA (Société nationale pour l'étude des transports aériens) appuie financièrement les travaux en matière de voilure tournante. Nicolas Florine construit un hélicoptère à deux rotors en tandem, tournant dans le même sens. Pour équilibrer les couples de réaction, il incline les axes de rotation des rotors de dix degrés l'un par rapport à l'autre. Après la mise en œuvre de modèles réduits, dont un de 36 kg qui quitte le sol à plusieurs reprises, il construit un premier appareil (le « Type I ») capable d'emporter un pilote, propulsé par un moteur Hispano-Suiza de 180 ch refroidi par eau.
Le pionnier en donne la description suivante :

« L'axe du moteur était horizontal, et à la place du moyeu de l'hélice, était monté un accouplement à cardans reliant le moteur à l'embrayage; ce dernier était à friction sur disques multiples et à ressorts. Un premier renvoi d'angle à engrenage, coniques et un arbre vertical montant suivait l'embrayage. À l'extrémité supérieure de l'arbre vertical était fixée une hélice de refroidissement soufflant sur le radiateur à eau disposé immédiatement au-dessous. À la même hauteur que le radiateur, se trouvait un second renvoi d'angle à engrenages coniques qui transmettait la rotation de l'arbre vertical aux arbres de transmission horizontaux ; ces derniers conduisaient vers les moyeux des hélices. »

Cet appareil, achevé à la fin de 1929, est partiellement détruit en 1930 au cours d’un essai statique à la suite d'une rupture des transmissions mécaniques.
En 1931 est construit un deuxième appareil, plus léger et baptisé « Type II ». Il est doté d'un moteur Renard de 240 ch à refroidissement par air placé en son centre, et dont l'axe est vertical. Comme son prédécesseur, le Type II est équipé de deux rotors en tandem (un à l'avant et un à l'arrière) tournant dans le même sens. Pour équilibrer les couples de réaction, il incline latéralement (l’un vers la gauche l’autre vers la droite) les axes de rotation des rotors d’environ 7° de part et d’autre de l’axe longitudinal du fuselage. Son châssis, en tubes d'acier soudés, lui permet d'obtenir un poids total en ordre de marche de 950 kg, soit 60 % du poids du fuselage en bois du Type I. L'appareil est équipé de pattes d'éléphant en alliage de magnésium en guise de train d'atterrissage. Les vols débutent le 12 avril 1933 et le 25 octobre de la même année, près de la forêt de hêtres de Soignes, l'appareil piloté par M. Robert Collin, ingénieur au Service Technique de l'Aéronautique belge, bat officieusement le record de durée de vol en volant pendant 9 min 58 s. Quelques mois plus tard, l'équipe tente de battre le record d'altitude de 18 mètres réalisé à Rome par l'appareil Ascanio. Durant la tentative, le dysfonctionnement d’un des embrayages de la transmission déséquilibre l'appareil qui se retourne et s'écrase. Très bien protégé, Robert Collin s'en tire sans une égratignure. Le Florine II aura fait plus de trente vols d’essai entre avril 1933 et mai 1934.
Un troisième modèle est alors construit, bimoteur cette fois. Le fuselage est allégé alors que les deux moteurs Salmson de 60 ch sont placés à l'avant de part et d'autre du fuselage. Les pales des rotors seront repliables à l’arrêt. Le premier vol est réalisé par Collin le 15 septembre 1936 et des essais peu satisfaisants seront menés jusqu’à l’automne 1937.
Mais les prémices de la guerre, avec les frais du réarmement national, privent Florine de budget. Robert Collin se rend en 1938 au Congo belge pour y travailler dans le génie civil jusqu'à sa retraite prise en 1967. Quant à Florine, il travaillera sur un projet de quadrirotor jusqu'en 1949 et restera attaché au STAé jusqu’à sa retraite en 1956. Il meurt à Bruxelles en 1972, à 81 ans.
Nicolas Florine est aussi connu pour avoir imaginé un système de trois objectifs couplés à trois filtres permettant la superposition d'images colorées. Ces trouvailles seront développées dans les années 1930 pour la projection de films en relief.
Un espace de la section Air et Espace du Musée royal de l'armée et de l'histoire militaire à Bruxelles lui est réservé ; il présente des documents (photos, plans, dessins, etc.) ainsi qu'une maquette de soufflerie complète (échelle 1/5) du projet Florine IV, son quadrirotor.